# Nationale Bestenehrung

Logo

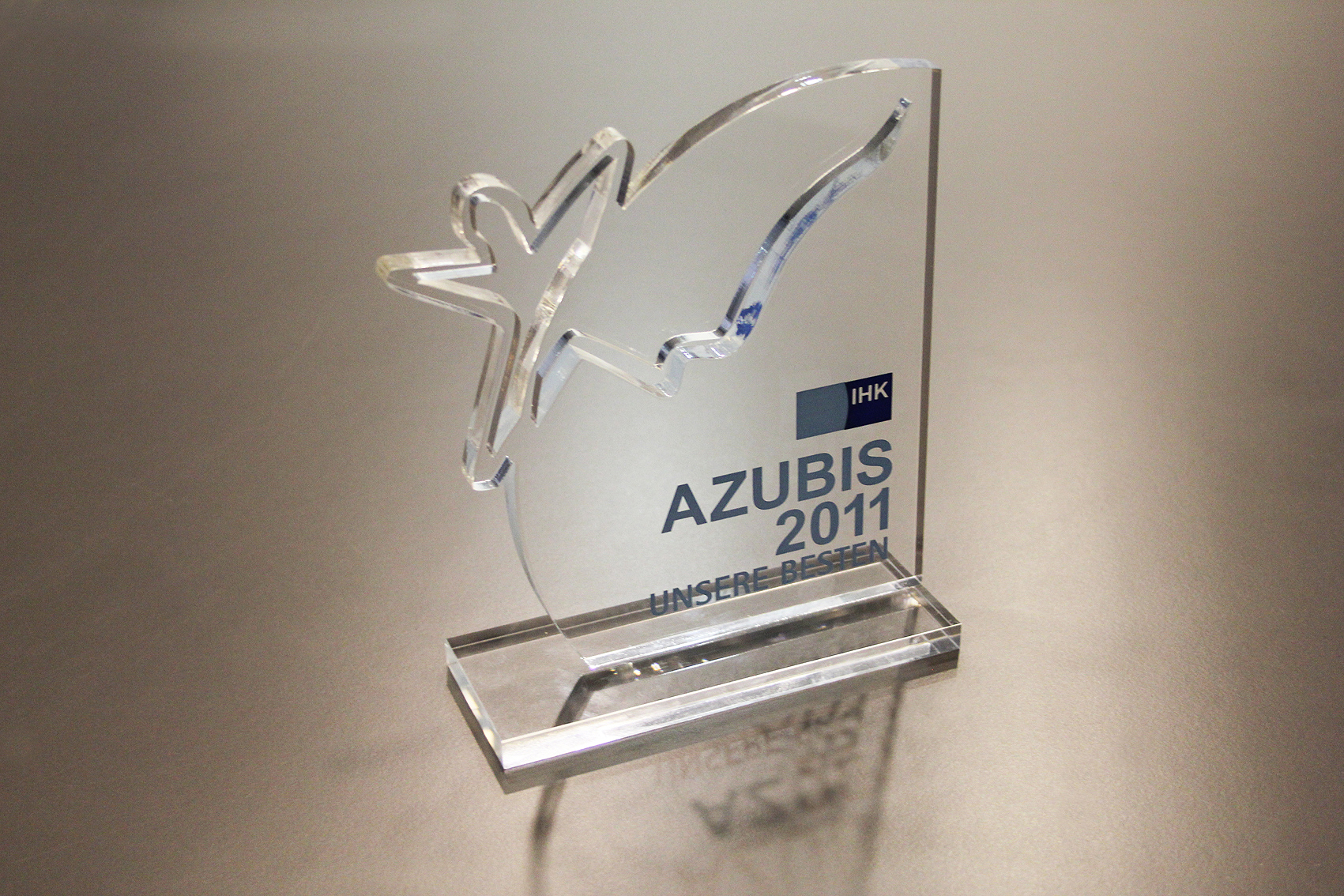
Pokal

Die Nationale Bestenehrung ist eine einmal jährlich stattfindende Veranstaltung der Deutschen Industrie- und Handelskammer, bei der die bundesweit besten Absolventen einer dualen Ausbildung in Industrie, Handel und Dienstleistungen mit Pokalen und Urkunden ausgezeichnet werden. Insgesamt nehmen rund 1.000 Gäste teil – neben den Preisträgern auch Eltern und Angehörige, Vertreter von Ausbildungsbetrieben und Berufsschulen, Bundestagsabgeordnete sowie Präsidenten und Hauptgeschäftsführer der Industrie- und Handelskammern.

## Entstehung und Hintergrund
Die Veranstaltung fand erstmals am 11. Dezember 2006 im Hangar 2 des ehemaligen Flughafen Tempelhof in Berlin statt. Die Laudatio hielt Bundeskanzlerin Angela Merkel, welche die Bedeutung der dualen Ausbildung mit den Worten hervorhob: „Ausbildung ist ein Markenzeichen der Bundesrepublik Deutschland“. Der DIHK will mit der Veranstaltung den Stellenwert der dualen Ausbildung und herausragende Leistungen von Azubis und Ausbildungsbetrieben unterstreichen.

## Laudatoren

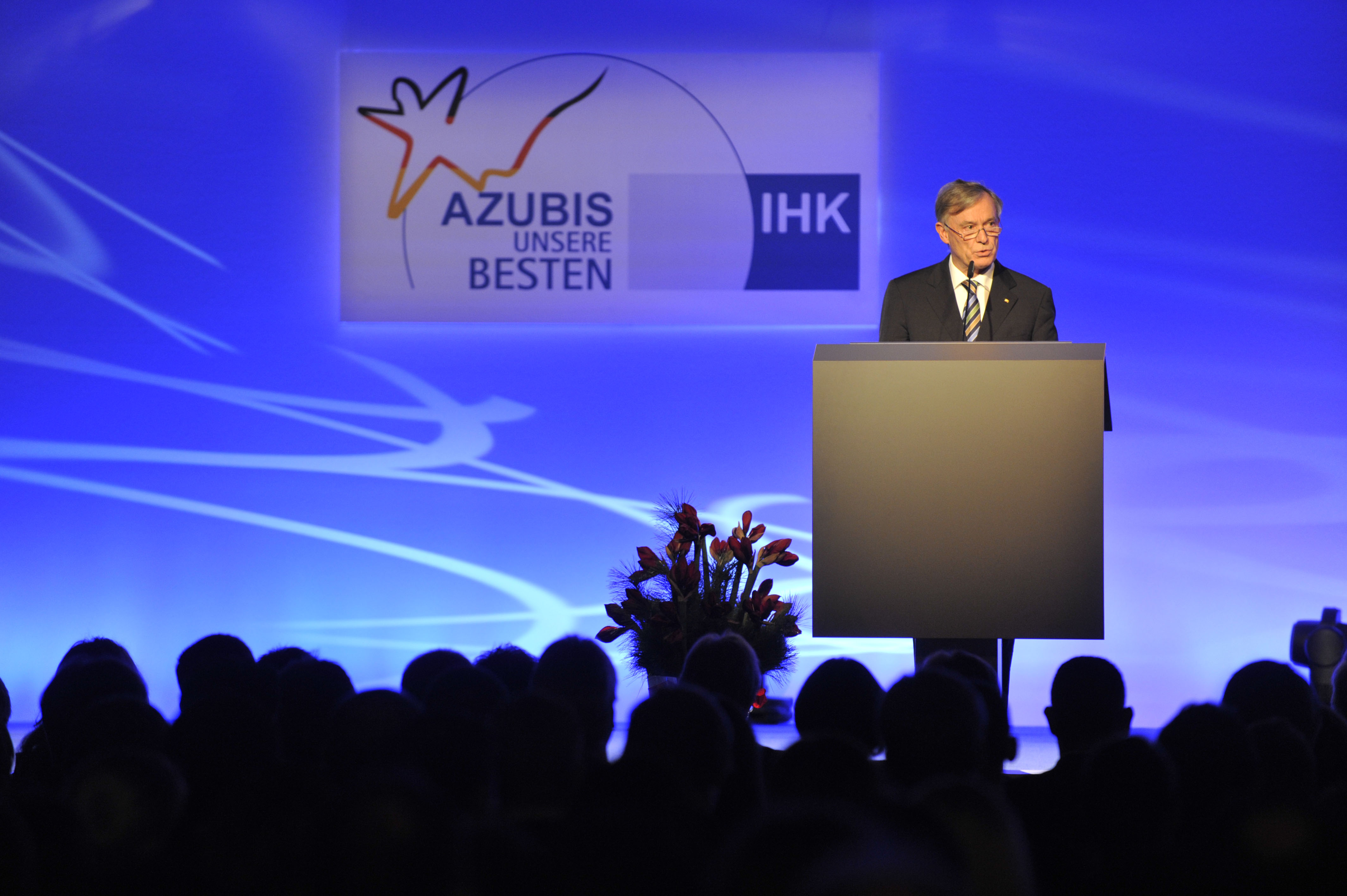
Der Bundespräsident Horst Köhler bei der Bestenehrung 2009

- 2006: Bundeskanzlerin Angela Merkel
- 2007: Annette Schavan, Bundesministerin für Bildung und Forschung, deutsche Politikerin (CDU)[4]
- 2008: Olaf Scholz, zu dieser Zeit Bundesminister für Arbeit und Soziales, deutscher Politiker der SPD[5]
- 2009: Horst Köhler, der neunte Bundespräsident der Bundesrepublik Deutschland[6]
- 2010: Ursula Gertrud von der Leyen, Bundesministerin für Arbeit und Soziales und deutsche Politikerin der CDU[7]
- 2011: Philipp Rösler, Bundesminister für Wirtschaft und Technologie, Bundesvorsitzender der FDP und deutscher Vizekanzler.[8]
- 2012: Kristina Schröder, Bundesministerin für Familie, Senioren, Frauen und Jugend und deutsche Politikerin der CDU
- 2013: Günther Oettinger, EU-Kommissar für Energie und deutscher Politiker der CDU
- 2014: Sigmar Gabriel, Stellvertreter der Bundeskanzlerin, Bundesminister für Wirtschaft und Energie im Kabinett Merkel III und deutscher Politiker der SPD
- 2015: Heiko Maas, Bundesminister der Justiz und für Verbraucherschutz und deutscher Politiker der SPD
- 2016: Manuela Schwesig,Bundesministerin für Familie, Senioren, Frauen und Jugend und deutsche Politikerin der SPD
- 2017: Günther Oettinger, EU-Kommissar für Haushalt und Personal und deutscher Politiker der CDU
- 2018: Frank-Walter Steinmeier, zwölfter Bundespräsident der Bundesrepublik Deutschland
- 2019: Anja Karliczek, Bundesministerin für Bildung und Forschung
- 2020/2021: keine Festveranstaltung und keine Laudatio aufgrund der Corona-Pandemie
- 2023: Hubertus Heil, Bundesminister für Arbeit und Soziales (Nachholung der ausgefallenen Verleihung 2022)
- 2023: Bettina Stark-Watzinger, Bundesministerin für Bildung und Forschung
- 2024: Robert Habeck, Vizekanzler und Bundesminister für Wirtschaft und Klimaschutz

## Auswahlverfahren
In jedem Jahr legen rund 250.000 Auszubildende ihre Abschlussprüfung vor einer Industrie- und Handelskammer ab. Aus diesen Absolventen wird für jeden IHK-Ausbildungsberuf der oder die Bundesbeste ermittelt. Entscheidend ist die erreichte Gesamtnote in der Abschlussprüfung. Pro Jahr werden so rund 200 bis 230 Teilnehmer ausgewählt. Regelmäßig erreichen dabei Auszubildende die maximale Punktzahl von 100 Punkten.

## Veranstaltungsort

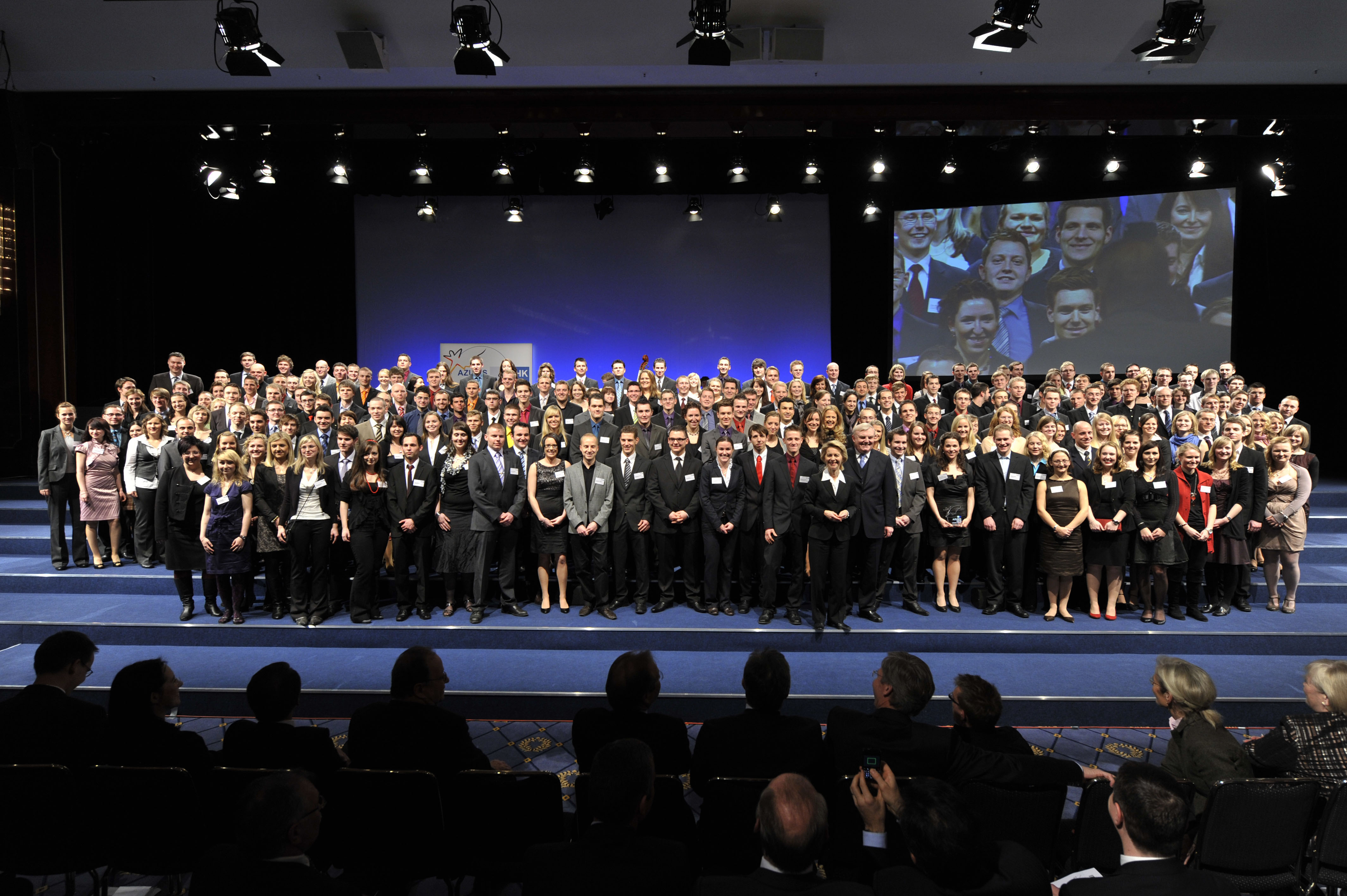
Gruppenfoto: Azubis 2010 – Die Besten

Von 2007 bis 2009 fand die Veranstaltung im Berliner Palais am Funkturm auf dem Messegelände in Berlin statt. 2010 wechselte sie ins zentraler gelegene Maritim Hotel Berlin. Seit 2011 wird die Preisverleihung auch als Livestream übertragen und steht auf der Webseite des DIHK zur Verfügung. Die Moderation übernahm von 2006 bis 2019 die deutsche Fernsehmoderatorin und Schauspielerin Barbara Schöneberger. 2016 übernahm ausnahmsweise Ruth Moschner die Moderation. 2020 und 2021 konnten aufgrund der Corona-Pandemie keine Live-Veranstaltungen stattfinden. Die Bundesbesten wurden stattdessen auf einer Website des DIHK geehrt. Die Verleihung 2022 wird am 15. Mai 2023 erstmals im bcc Berlin Congress Center nachgeholt. Die Veranstaltung wird seitdem von Thore Schölermann moderiert. Die Ehrungen im Dezember 2023 und 2024 fanden im Berliner Estrel Congress Center statt.